# Пролетарський (Новосибірська область)
Пролетарський (рос. Пролетарский) — селище у Ординському районі Новосибірської області Російської Федерації.
Входить до складу муніципального утворення Пролетарська сільрада. Населення становить 1440 осіб (2017).

## Історія
Згідно із законом від 2 червня 2004 року органом місцевого самоврядування є Пролетарська сільрада.

## Населення
| 2002  | 2007  | 2010  | 2012  | 2013  | 2014  | 2015  |
| ----- | ----- | ----- | ----- | ----- | ----- | ----- |
| 1644  | ↘1628 | ↘1474 | →1474 | ↘1470 | →1470 | ↘1449 |
| 2016  | 2017  |       |       |       |       |       |
| ↘1436 | ↗1440 |       |       |       |       |       |